# 昭宣之治
昭宣之治又稱昭宣中興，為西漢漢昭帝和漢宣帝在位时期（約為公元前87年至前49年）著重休養生息，以恢復漢武帝在位时严重损耗的国力，並將漢朝國力推上太平盛世。後世歷史學家評定此段時間為西漢的中興。

## 背景
汉武帝末年，由于长时期的兴师暴众和严刑峻法，阶级矛盾日益尖锐，农民起义不断。在民怨沸腾的情况下，汉武帝於終前兩年下《轮台诏》，宣布：“当今务在禁苛暴，止擅赋，力本农”，表示与民更始，发展生产，与民休息。汉武帝駕崩後，漢昭帝和漢宣帝相继当政，西汉历史进入昭宣时期。

## 措施

### 轻徭薄赋
7次颁布了减免田租、口赋及其他杂税的诏令，6次颁布赈贷种及食和“勿收责”的诏令。凡遇郡国遭受水旱及地震灾害，当年租赋徭役皆免。昭帝是颁布“令民得以律占租”的法令，废除了律外苛税。宣帝时更下令“勿行苛令”，减盐价，禁止官吏“擅兴徭役”，注意减轻农民负担。

### 重视吏治
重视地方官吏的选举，补刺史、守及相，必須由大臣推举，他亲自召见，询问治安之术。其清政者给予褒奖。公卿大臣多从有政绩的地方官中选拔。

### 平理刑狱
昭帝于始元四年（前83），特赦。宣帝亲政后，进一步废除了汉武帝时期訂下的酷法。设置廷尉平一官，专助廷尉决疑案及平冤狱，將治狱的好坏作为考核官吏的一项重要内容。通过这些措施，改变了武帝末年人人自危，大臣“安危不可知”的局面，缓和了社会矛盾。

## 成效
昭宣时期的政治及经济措施的实行，使到一度风雨飘摇的西汉王朝再次兴盛。刘向评论汉宣帝时称赞他“政教明，法令行，边境安，四夷亲，单于款塞，天下殷富，百姓康乐，其治过于太宗（汉文帝）之时”。

## 参看
- 汉昭帝
- 汉宣帝